# Boeing Skyfox
El Boeing Skyfox fue un avión de entrenamiento bimotor, desarrollado a comienzos de los años 1980 a partir del Lockheed T-33 Shooting Star. Se diseñó con el objetivo de reemplazar a los T-33 Shooting Star y a los Cessna T-37 Tweety Bird que en aquel momento estaban en activo. Aunque su rol primario era el de entrenador, la aeronave también estaba capacitada para realizar otro tipo de misiones, como el ataque a tierra. El programa se inició de la mano de la Skyfox Corporation en el año 1983, siendo comprado por Boeing en 1986.
El Boeing Skyfox se diferenciaba del T-33 principalmente en la sustitución del motor turbojet Allison J33-A-35 por dos motores turbofan Garrett TFE731-3A. Esto también llevaba asociado el rediseño general de la aeronave. El programa se terminó cancelando debido a que no surgieron suficientes clientes para llevar adelante el mismo.

## Especificaciones (Skyfox)
Referencia datos: Airwar.ru

### Características generales
- Tripulación: 2 (estudiante e instructor)
- Longitud: 13,41 m
- Envergadura: 11,83 m
- Altura: 2,86 m
- Superficie alar: 3,76 m²
- Perfil alar: NACA 65-213
- Peso vacío: 3.856 kg
- Peso cargado: 6,5 kg (14,4 lb)
- Peso máximo al despegue: 7.364 kg
- Planta motriz: 2× turbofán Garrett TFE731-3A.
  - Empuje normal: 16,5 kN de empuje cada uno.

### Rendimiento
- Alcance: 2519 km (1360 nmi; 1565 mi)
- Techo de vuelo: 40.000 ft
- Régimen de ascenso: 4.900 ft/min

### Desarrollos relacionados
- Canadair T-33
- Lockheed F-94 Starfire
- Lockheed P-80 Shooting Star
- Lockheed T2V SeaStar

### Aeronaves similares
- Aero L-39 Albatros
- BAe Hawk
- Canadair CT-114 Tutor
- Cessna T-37 Tweet
- Fairchild T-46